# Handwerkskammer Frankfurt-Rhein-Main
Die Handwerkskammer Frankfurt-Rhein-Main ist eine von 54 Handwerkskammern in der Bundesrepublik Deutschland mit Sitz in Frankfurt am Main und einer weiteren Verwaltung in Darmstadt, drei Berufsbildungs- und Technologiezentren in Bensheim, Frankfurt und Weiterstadt sowie einer Vertretung bei der Europäischen Union in Brüssel. Mit ihren rund 33.000 Mitgliedsbetrieben (2016), in denen etwa 134.000 Menschen arbeiten, davon rund 10.000 Auszubildende, ist sie eine der größten deutschen Handwerkskammern und Selbstverwaltungseinrichtungen der Wirtschaft. Sie vertritt die Interessen des gesamten Handwerks der Rhein-Main-Region und Südhessens. Dessen Betriebe erzielten 2008 einen Umsatz von etwa 12 Mrd. Euro.

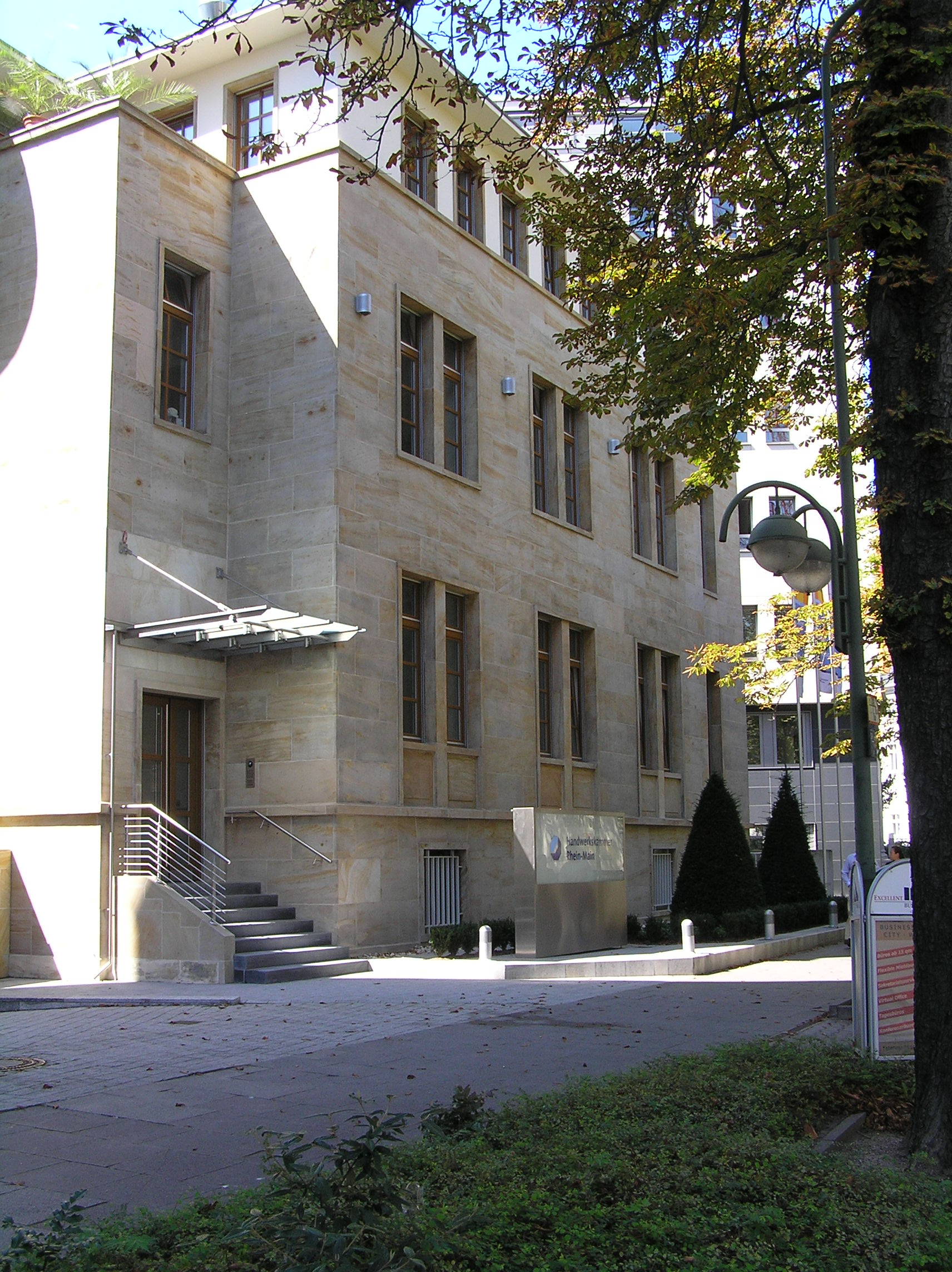
Haus des Handwerks in Frankfurt

Der Kammerbezirk erstreckt sich auf folgende Städte und Kreise: Darmstadt, Frankfurt und Offenbach am Main sowie die Landkreise Bergstraße, Darmstadt-Dieburg, Groß-Gerau, Hochtaunuskreis, Main-Taunus-Kreis, Offenbach und Odenwaldkreis.
Sie steht ihren Mitgliedern mit Dienstleistungen zur Verfügung. So werden pro Jahr etwa 5.200  Beratungen durchgeführt. Die Bildungseinrichtungen der Handwerkskammer Rhein-Main führen jährlich knapp 1.000 junge Handwerker zum Meisterbrief und bieten ein Fort- und Weiterbildungsprogramm unter dem Titel Rhein Main Campus („RMC“).
Die Kammer verwendet die bundesweite Dachmarke „Das Handwerk. Die Wirtschaftsmacht von nebenan.“ und informiert so unter anderem über die Karriereperspektiven der Dualen Bildung in mehr als 130 handwerklichen Berufen auf der dazugehörigen Kampagnenseite.
Die Handwerkskammer Frankfurt-Rhein-Main beschäftigt an den Standorten rund 200 hauptamtliche Mitarbeiter. Sie ist Mitglied in der Arbeitsgemeinschaft der hessischen Handwerkskammern, im Hessischen Handwerkstag HHT, im Deutschen Handwerkskammertag und dem Zentralverband des Deutschen Handwerks.

## Organisation
Das Kammerparlament, die Vollversammlung als Spiegelbild des regionalen Handwerks, besteht aus 66 Mitgliedern, ein Drittel davon sind Arbeitnehmervertreter. Sie wählen alle vier Jahre einen 18-köpfigen ehrenamtlichen Vorstand, dem ebenfalls zu einem Drittel Arbeitnehmer angehören. Dem Vorstand steht das Präsidium vor: 1 Arbeitgeber-Vizepräsident, 1 Arbeitnehmer-Vizepräsident und der Präsident.
An der Spitze der Kammerverwaltung steht der Hauptgeschäftsführer, der ebenfalls von der Vollversammlung gewählt wird. Daneben gibt es noch drei weitere Geschäftsführer.
Präsidentin ist seit dem 30. November 2020 Susanne Haus. Sie folgte damit Bernd Ehinger, der 15 Jahre die Kammer geführt hatte. Hauptgeschäftsführer ist Christof Riess.

## Geschichte
In der Novelle der Reichsgewerbeordnung vom 24. Juni 1897 wurde normiert: „Zur Vertretung der Interessen ihres Bezirks sind Handwerkskammern zu errichten.“ In der Folge kam es reichsweit und im Jahr 1900 auch in Darmstadt und Frankfurt zur Bildung von Handwerkskammern. Die Kammer in Darmstadt war für das ganze Großherzogtum Hessen zuständig. Am 25. Mai 1900 fand die konstituierende Sitzung der Kammer statt. Der Präsident der Darmstädter Kammer, der Mainzer Unternehmer Jean Falk vertrat die Handwerkskammer in der Ersten Kammer der Landstände des Großherzogtums Hessen.
1943 wurden die Handwerkskammern Darmstadt und Frankfurt aufgelöst und gemeinsam mit der IHK Frankfurt am Main in die Gauwirtschaftskammer Rhein-Main integriert. Mit dem Kriegsende wurde Ende April 1945 die neu gegründete Industrie-, Handels- und Handwerkskammer Frankfurt am Main Nachfolgeorganisation. Die Zusammenlegung von IHK und Handwerkskammer wurde durch die Siegermächte überall in Deutschland aufgehoben. Mit Ministerialbeschluss vom 1. April 1946 wurden die Handwerkskammern neu errichtet. In Frankfurt blieben die Kammern zumindest in räumlicher Hinsicht bis 1957 „unter einem Dach“. 1957 zog die Handwerkskammer dann in ihr heutiges Gebäude an der Bockenheimer Landstraße.
Die Darmstädter Handwerkskammer verlor nach dem Krieg einen erheblichen Teil ihres Kammergebietes. Durch die Abtrennung von Rheinhessen, das zum neu gebildeten Rheinland-Pfalz kam, wurde im Mainz die heutige Handwerkskammer Rheinhessen gebildet.
Die Handwerkskammer Rhein-Main entstand 1979 durch Zusammenschluss der bis dahin selbständigen Kammern in Darmstadt und Frankfurt. Rechtsgrundlage war die „Verordnung über die Neugliederung der Handwerkskammern vom 7. September 1978“. Am 1. September 2011 wurde die Kammer in Handwerkskammer Frankfurt-Rhein-Main umbenannt.